# Tren Limache–Puerto

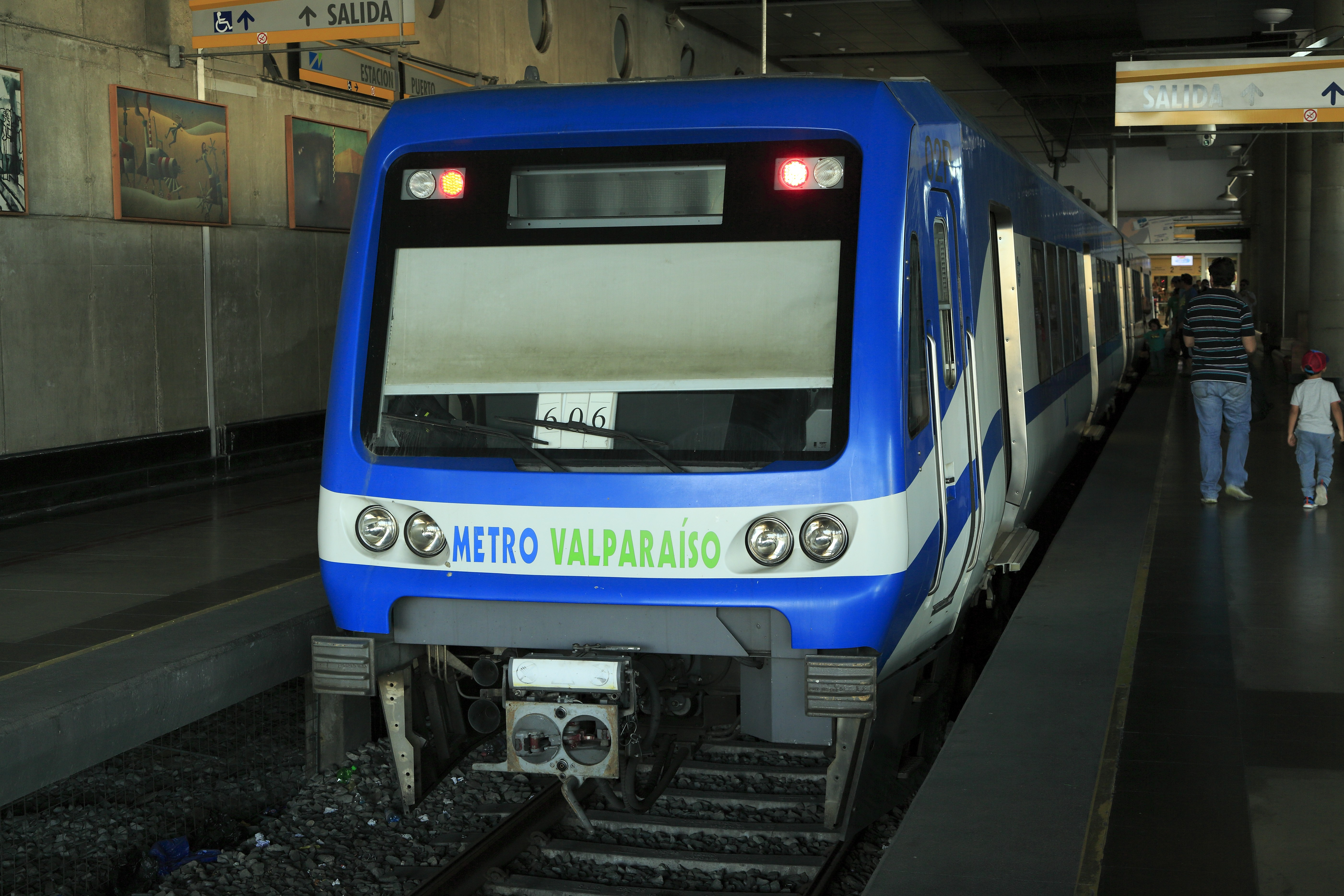
X’Trapolis 100 in der Endstation Puerto

Als Tren Limache–Puerto (bis 2021 Metro Valparaíso), auch Merval genannt (Akronym der früheren spanischen Bezeichnung Metro Regional de Valparaíso), wird ein Verkehrssystem der chilenischen Stadt Valparaíso bezeichnet. Es bedient einen großen Teil des Ballungsgebiets Gran Valparaíso und wird von Metro Regional de Valparaíso administriert, einer Tochtergesellschaft des staatlichen Bahnunternehmens EFE. Bis Mai 2021 verkehrten die Züge unter der Bezeichnung Metro Valparaíso, seitdem wird ohnehin nur bedingt passende Begriff Metro nicht mehr verwendet.

## Strecke
Die Züge befahren die Eisenbahnstrecke vom Hafen Valparaíso nach Santiago im urbanen Bereich der Städte Valparaíso, Viña del Mar, Quilpué, Villa Alemana und Limache. Für den Betrieb des Tren Limache–Puerto wurde die Strecke zweigleisig ausgebaut und mit einem neuen Fahrleitungssystem überspannt. Der Rest der Strecke zwischen Santiago und Limache ist eingleisig und nicht mehr elektrifiziert. Von der Station Puerto führt sie zunächst am Pazifik entlang und verläuft dann zwischen den Haltepunkten Recreo und El Salto in einem Tunnel durch Viña del Mar In diesem Tunnel liegen die Haltepunkte Miramar, Viña del Mar, Hospital und Chorillos. Sämtliche Haltepunkte mit Ausnahme des Endbahnhofes Puerto sind mit Seitenbahnsteigen versehen worden. Bei den Haltepunkten Barón, Bellavista und Francia ist der jeweils in Richtung Puerto genutzte Bahnsteig nur über Reisendenübergänge erreichbar. Wegen des Reisendenandranges in den Spitzenzeiten wurde im Bahnhof Puerto die Spanische Lösung mit Insel- und Außenbahnsteigen eingerichtet.
Es existieren Vorschläge und Initiativen für eine Verlängerung des Betriebes bis Quillota, La Cruz und La Calera unter Nutzung der vorhandenen Strecke Richtung Santiago. Haupthindernis für die Realisierung ist die abgebaute Fahrleitung. Inzwischen wird von einem Baubeginn 2023 und einer Inbetriebnahme bis La Calera 2027 ausgegangen.

## Betrieb
Die Eröffnung fand am 23. November 2005 statt.
Die Züge fahren alle zwölf Minuten. In den Spitzenzeiten montags bis freitags wird der Verkehr zwischen Valparaíso und Villa Alemana auf einen Sechsminutentakt verdichtet. Ungewöhnlich für ein großstädtisches Schnellbahnsystem ist die kurze tägliche Betriebszeit:
- Montag bis Freitag:
  - erster Zug ab Limache 6.15; ab Puerto 6.30
  - letzter Zug ab Limache 22.15; ab Puerto 22.30
- Sonnabend
  - erster Zug ab Limache 7.30; ab Puerto 8.30
  - letzter Zug ab Limache 22.06; ab Puerto 22.24
- Sonn- und Feiertage
  - erster Zug ab Limache 8.00; ab Puerto 8.55
  - letzter Zug ab Limache 22.06; ab Puerto 22.12

Am Bahnhof Limache gibt es Busanschlüsse mit direktem Übergang von und nach Quillota, Limache Viejo, La Caldera und Olmué.

## Fahrzeuge
Zum Einsatz kommen 27 Doppeleinheiten der Bauart X’Trapolis 100 von Alstom, die für 120 km/h zugelassen sind. Sie bestehen aus je einem äußerlich gleichen Trieb- (M) und Steuerwagen (R). Seit 2014 werden sie durch sechs sechsachsige Gelenktriebwagen der Nachfolgebauart X’Trapolis Modular (XT-30 bis 35) ergänzt. Diese wurden wagenbaulich von den »Civia«-Triebzügen der Renfe abgeleitet. Montag bis Freitag verkehrt etwa die Hälfte der Umläufe als Doppeleinheiten. Das Betriebswerk für die Triebwagen wurde im Bahnhof Limache eingerichtet. Dort befinden sich auch die übrigen Unterhaltungsstellen.

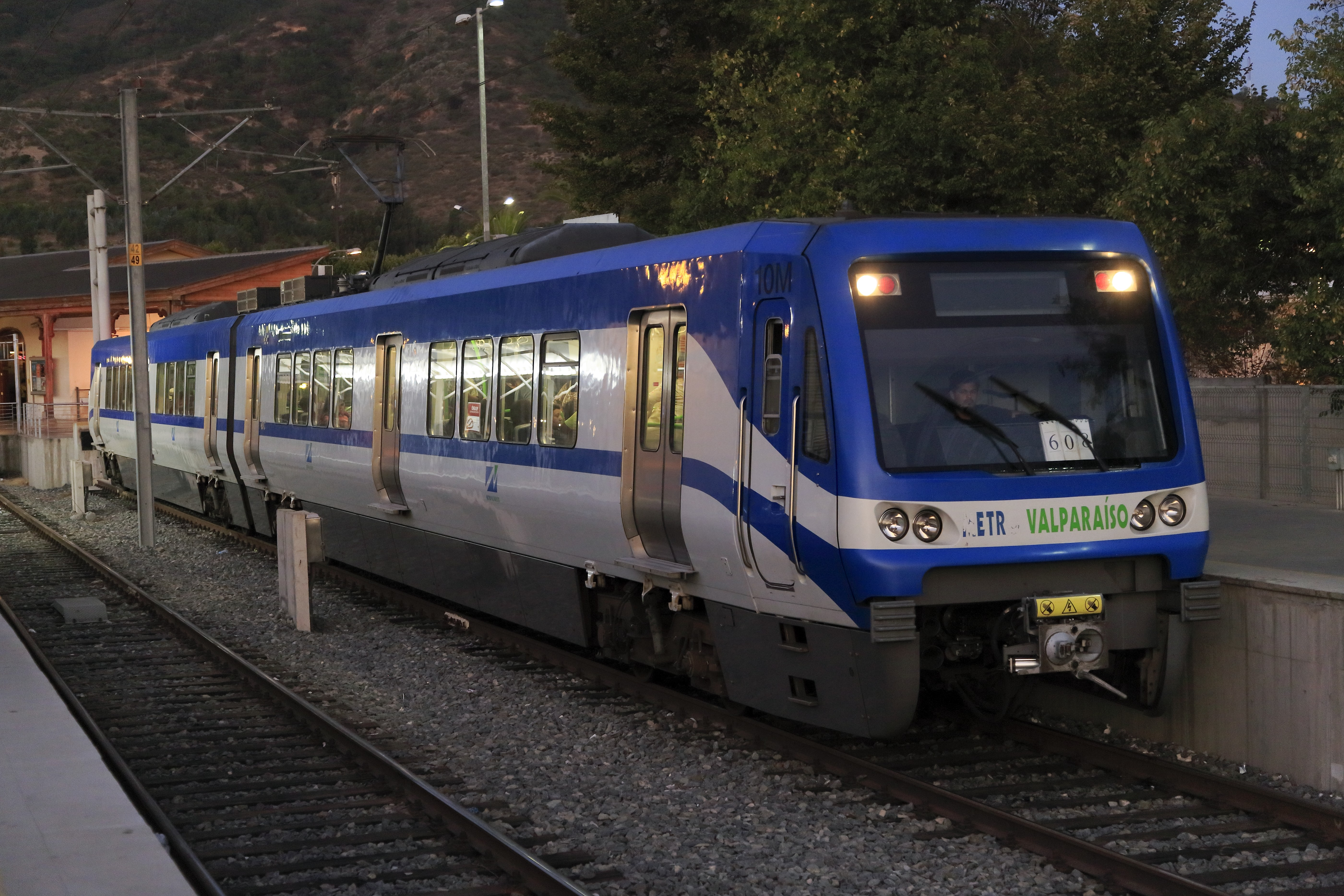
Bahnhof Limache, Einheit 10. Der Wagen mit dem Zusatz »M« ist der Triebwagen.
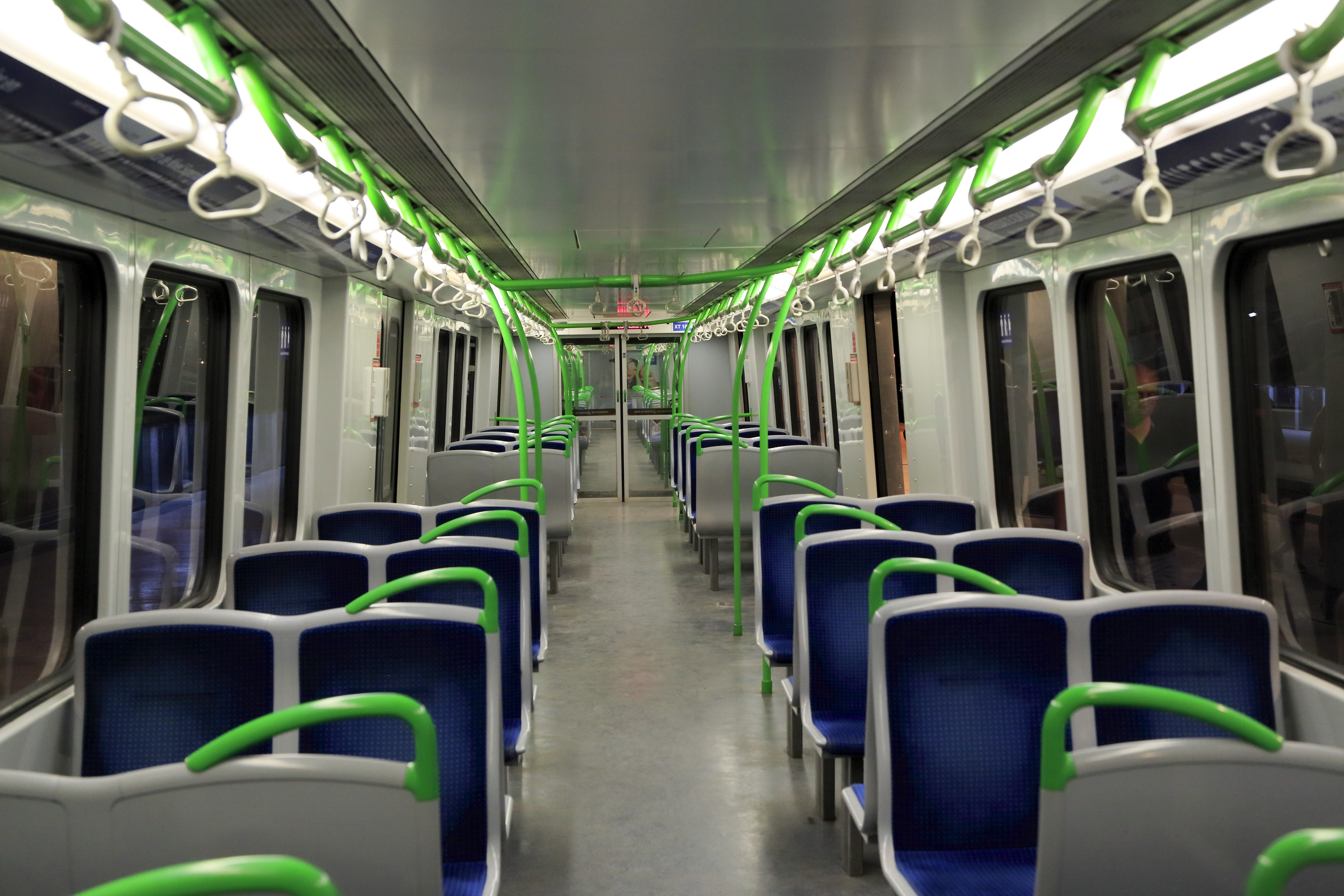
X’Trapolis 100, Fahrgastraum mit Wagenübergang
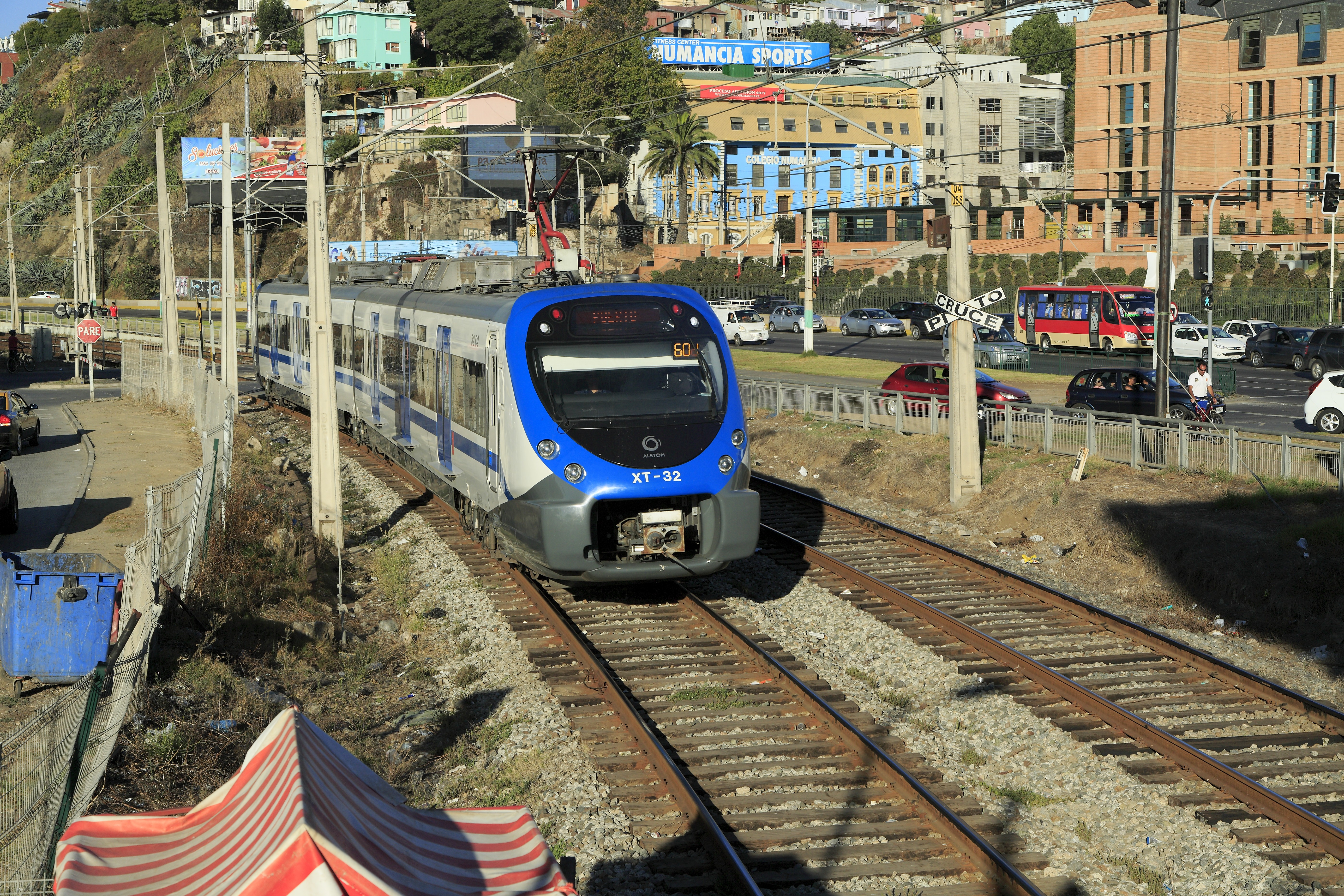
Hp Portales, X’Trapolis Modular

## Tarif
Es gibt Stand 2022 etwas ermäßigte Einzelfahrscheine für Mittel- und Schwachlastzeiten. Für die Fahrpreisabrechnung wurden 2015 nur noch aufladbare Chipkarten genutzt. Angeboten wurden persönliche sowie Tages- und Jahreskarten. Ab 2013 ermöglichte das Sistema MetroBici, erstmals in einer U-Bahn in Chile, am Samstag, Sonntag und Feiertag die Mitnahme von bis zu vier Fahrrädern pro Zug. Dafür war ein spezieller Ausweis für 5000 CLP (etwa 6,50 €) notwendig.